# Артхаус
Уметнички филм (или артхаус филм) је обично независан филм, усмерен на тржишну нишу, а не на публику масовног тржишта. То је „намењено да буде озбиљно, уметничко дело, често експериментално и није дизајнирано за масовну привлачност“, „направљено првенствено из естетских разлога, а не из комерцијалне добити“, и садржи „неконвенционалан или веома симболичан садржај“.
Филмски критичари и научници филмских студија обично дефинишу уметнички филм као „формалне квалитете који га означавају другачијим од мејнстрим холивудских филмова“. Ови квалитети могу укључивати (између осталих елемената): осећај за социјални реализам; нагласак на ауторској изражајности редитеља; и фокус на мисли, снове или мотивације ликова, за разлику од одвијања јасне приче вођене циљевима. Филмски научник Дејвид Бордвел описује уметнички биоскоп као „филмски жанр, са сопственим посебним конвенцијама“.
Продуценти уметничких филмова обично представљају своје филмове у посебним позориштима (репертоарски биоскопи или, у САД, уметнички биоскопи) и на филмским фестивалима. Термин уметнички филм се много више користи у Северној Америци, Уједињеном Краљевству и Аустралији, у поређењу са континенталном Европом, где се уместо њих користе термини ауторски филмови и национални биоскоп (нпр. Немачки национални биоскоп). Будући да су намењени малој публици која се бави нишом тржишном публиком, уметнички филмови ретко добијају финансијску подршку која би омогућила велике продукцијске буџете повезане са широко објављеним блокбастер филмовима. Редитељи уметничких филмова надокнађују ова ограничења стварањем другачијег типа филма, оног који обично користи мање познате филмске глумце (или чак глумце аматере) и скромне сетове за прављење филмова који се много више фокусирају на развој идеја, истражујући нове наративне технике , и покушавајући нове конвенције снимања филмова.
Такви филмови су у оштрој супротности са мејнстрим блокбастер филмовима, који су обично више усмерени ка линеарном приповедању и мејнстрим забави. Филмски критичар Роџер Иберт назвао је Чунгкинг експрес, критичарски хваљен уметнички филм из 1994. године, „у великој мери церебралним искуством“ у коме човек ужива „због онога што зна о филму“. Међутим, неки уметнички филмови могу проширити своју привлачност нудећи одређене елементе познатијих жанрова као што су документарац или биографија. За промоцију, уметнички филмови се ослањају на публицитет добијен из критика филмских критичара; дискусија о филму од стране уметничких колумниста, коментатора и блогера; и промоција од уста до уста од стране чланова публике. Пошто уметнички филмови имају мале почетне трошкове улагања, потребно је да се допадну само малом делу мејнстрим публике да би постали финансијски одрживи.

## Историја
Претече уметничких филмова су италијански неми филм Пакао (1911), Нетолеранција Д. В. Грифита (1916) и дела руског филмског ствараоца Сергеја Ајзенштајна, који су деценијама утицали на развој европских кинематографских покрета. Ајзенштајнов филм Бојни брод Потемкин (1925) био је револуционарни пропагандни филм који је користио да тестира своје теорије о коришћењу филмске монтаже како би произвео највећи емоционални одзив публике. Међународна критичка репутација коју је Ајзенштајн стекао овим филмом омогућила му је да режира Октобар као део велике прославе 10. годишњице Октобарске револуције 1917. Касније је режирао Генералну линију 1929. године.